# Koripallon miesten SM-sarjakausi 1955
La Koripallon miesten SM-sarjakausi 1955 è stata la 15ª edizione del massimo campionato finlandese di pallacanestro maschile. La vittoria finale è stata ad appannaggio del Pantterit.

## Risultati

### Stagione regolare
|     | Squadra                  | G  | V  | N | P  | PF   | PS   | Pt. | Qualificazione |
| --- | ------------------------ | -- | -- | - | -- | ---- | ---- | --- | -------------- |
| 1.  | Pantterit                | 22 | 19 | 1 | 2  | 1571 | 1290 | 39  |                |
| 2.  | Työväen Maila-Pojat      | 22 | 18 | 1 | 3  | 1549 | 1303 | 37  |                |
| 3.  | Sörnäisten NMKY          | 22 | 15 | 1 | 6  | 1418 | 1253 | 31  |                |
| 4.  | Helsingin Urheilijat -41 | 22 | 12 | 1 | 9  | 1354 | 1325 | 25  |                |
| 5.  | Tampereen Pyrintö        | 22 | 11 | 0 | 11 | 1268 | 1274 | 22  |                |
| 6.  | Karhun Pojat             | 22 | 10 | 1 | 11 | 1342 | 1332 | 21  |                |
| 7.  | Eiran Kisa-Veikot        | 22 | 10 | 0 | 12 | 1415 | 1483 | 20  |                |
| 8.  | Helsingin Jyry           | 22 | 8  | 0 | 14 | 1433 | 1449 | 16  |                |
| 9.  | Hels. Kisa-Toverit       | 22 | 7  | 1 | 14 | 1301 | 1461 | 15  |                |
| 10. | Turun NMKY               | 22 | 7  | 0 | 15 | 1054 | 1210 | 14  |                |
| 11. | Kipo                     | 22 | 5  | 2 | 15 | 1223 | 1342 | 12  | retrocesse     |
| 12. | Helsingin Visa           | 22 | 5  | 2 | 15 | 1257 | 1463 | 12  | retrocesse     |

| Koripallon miesten SM-sarjakausi 1955 |
| ------------------------------------- |
| Pantterit 10º titolo                  |

## Formazione vincitrice
| N° | Naz.                 | Ruolo | Sportivo       |  | Alt. |  |
| -- | -------------------- | ----- | -------------- |  | ---- |  |
|    | Finlandia (bandiera) |       | Esko Karhunen  |  |      |  |
|    | Finlandia (bandiera) | G     | Seppo Kuusela  |  |      |  |
|    | Finlandia (bandiera) |       | Raine Nuutinen |  | 190  |  |
|    | Finlandia (bandiera) |       | Olavi Lahtinen |  |      |  |
|    | Finlandia (bandiera) |       | Juhani Kala    |  | 183  |  |